# Полушин, Александр Сергеевич
Алекса́ндр Серге́евич Полу́шин (род. 8 мая 1983, Киров[…]) — российский хоккеист, выступавший за клубы главных хоккейных лиг России, Беларуси и Украины. Мастер спорта России.

## Биография
Родился 8 мая 1983 года в Кирове. Воспитанник ДЮСШ кирово-чепецкого хоккейного клуба «Олимпия» (первый тренер Анатолий Геннадьевич Кусков).
С 1998 года играл в юниорских турнирах Москвы за юношеские составы клубов ЦСКА и «Динамо». Первым международным турниром, в котором принял участие А. Полушин, был прошедший с 27 декабря 1999 по 3 января 2000 года в Канаде Кубок вызова с участием юниоров в возрасте до 17 лет, где сборная России стала победителем.
В сезоне 2000/2001 играл в тверском клубе ТХК, выступавшем в высшей лиге чемпионата России. Перейдя в ХК ЦСКА, в следующем сезоне завоевал с командой право на переход в турнир Суперлиги.
В составе молодёжной сборной страны был чемпионом мира 2001 года. В составе молодёжной сборной страны выиграл «золото» молодёжных чемпионатов мира 2002 и 2003 годов. В 2003 году в составе национальной сборной участвовал в Шведских хоккейных играх, которые россияне выиграли (впервые).
В сезоне 2005/2006 играл в Суперлиге за череповецкую «Северсталь». Сезон 2006/2007 фактически пропустил, находясь в составе мытищинского «Химика», но не выходя на поле. Следующие два сезона выступал за команду высшей лиги «Крылья Советов» (Москва). В 2010—2012 играл в команде белорусской Экстралиги «Неман» Гродно, в составе которого стал серебряным призёром Открытого чемпионата Беларуси. В конце 2012 года провёл 2 игры в украинской Профессиональной хоккейной лиге в составе команды «Компаньон-Нафтогаз», после чего контракт был расторгнут.
Работает тренером в Москве.

## Достижения
- Чемпион мира среди юниоров 2001
- Чемпион мира среди молодёжи 2002.
- Чемпион мира среди молодёжи 2003.
- Победитель Шведских хоккейных игр 2003[швед.].
- Серебряный призёр чемпионата Беларуси 2010/2011[англ.]